# Салинас, Йостин
Йостин Хафет Салинас Филлипс (исп. Yostin Jafet Salinas Phillips; 14 сентября 1998, Лимон, Коста-Рика) — коста-риканский футболист, защитник клуба «Спортинг» (Сан-Хосе).

## Клубная карьера
Салинас начал профессиональную карьеру в клубе «Лимон». 9 августа 2015 года в матче против «Универсидад де Коста-Рика» он дебютировал в чемпионате Коста-Рике. В начале 2017 года Салинас перешёл в «Саприссу». 8 января в матче против «Сан-Карлоса» он дебютировал за новый клуб.
8 июля 2020 года Салинас отправился в аренду в «Спортинг» из Сан-Хосе. 22 июня 2021 года он вернулся в «Саприссу».
23 декабря 2021 года Салинас подписал трёхлетний контракт со «Спортингом».
8 августа 2022 года Салинас был арендован американским клубом «Нью-Йорк Ред Буллз II» из Чемпионшипа ЮСЛ. За «Ред Буллз II» он дебютировал 9 сентября в матче против «Майами». 10 февраля 2023 года «Нью-Йорк Ред Буллз II» продлил аренду Салинаса до конца июня. 9 июня аренда Салинаса в «Нью-Йорк Ред Буллз II» была прекращена по взаимному согласию сторон.

## Международная карьера
В 2015 году в составе юношеской сборной Коста-Рики Салинас принял участие в юношеском чемпионате мира в Чили. На турнире он сыграл в матчах против команд Франции и Бельгии. В 2017 году в составе молодёжной сборной Коста-Рики Йостин принял участие в домашнем молодёжном чемпионате КОНКАКАФ. На турнире он сыграл в матчах против команд Сальвадора, Тринидада и Тобаго, Бермудских Островов и Гондураса.
В том же году в Салинас принял участие в молодёжном чемпионате мира в Южной Корее. На турнире он сыграл в матчах против команд Ирана, Португалии и Англии.

## Достижения
Командные
 «Саприсса»
- Чемпион Коста-Рики: клаусура 2018, клаусура 2020
- Обладатель Суперкубка Коста-Рики: 2021
- Победитель Лиги КОНКАКАФ: 2019